# Globifusulina
Globifusulina es un género de foraminífero bentónico de la subfamilia Pseudofusulininae, de la familia Schwagerinidae, de la superfamilia Fusulinoidea, del suborden Fusulinina y del orden Fusulinida. Su especie tipo era Fusulina krotowi. Su rango cronoestratigráfico abarcaba desde el Asseliense hasta el Sakmariense (Pérmico inferior).

## Discusión
Clasificaciones más recientes incluyen Globifusulina en la superfamilia Schwagerinoidea, y en la subclase Fusulinana de la clase Fusulinata. Algunas clasificaciones incluyen Globifusulina en la familia Pseudofusulinidae. Clasificaciones previas hubiesen incluido Globifusulina en la subfamilia Schwagerininae. Globifusulina ha sido considerado un sinónimo posterior de Schwagerina.

## Clasificación
Se describieron numerosas especies de Globifusulina. Entre las especies más interesantes o más conocidas destacaban:
- Globifusulina krotowi †

Un listado completo de las especies descritas en el género Globifusulinapuede verse en el siguiente anexo.